# Zarieczje (rejon łokniański)
Zarieczje (ros. Заречье) – wieś (ros. деревня, trb. dieriewnia) w zachodniej Rosji, w wołoscie Michajłowskaja (osiedle wiejskie) rejonu łokniańskiego w obwodzie pskowskim.

## Geografia
Miejscowość położona jest nad rzeką Łoknia, 3 km od drogi regionalnej A-122, 14 km od centrum administracyjnego osiedla wiejskiego (Michajłow Pogost), 6 km od centrum administracyjnego rejonu (Łoknia), 154 km od stolicy obwodu (Psków).

## Demografia
W 2010 r. miejscowość zamieszkiwały 2 osoby.